# Camille Sullivan

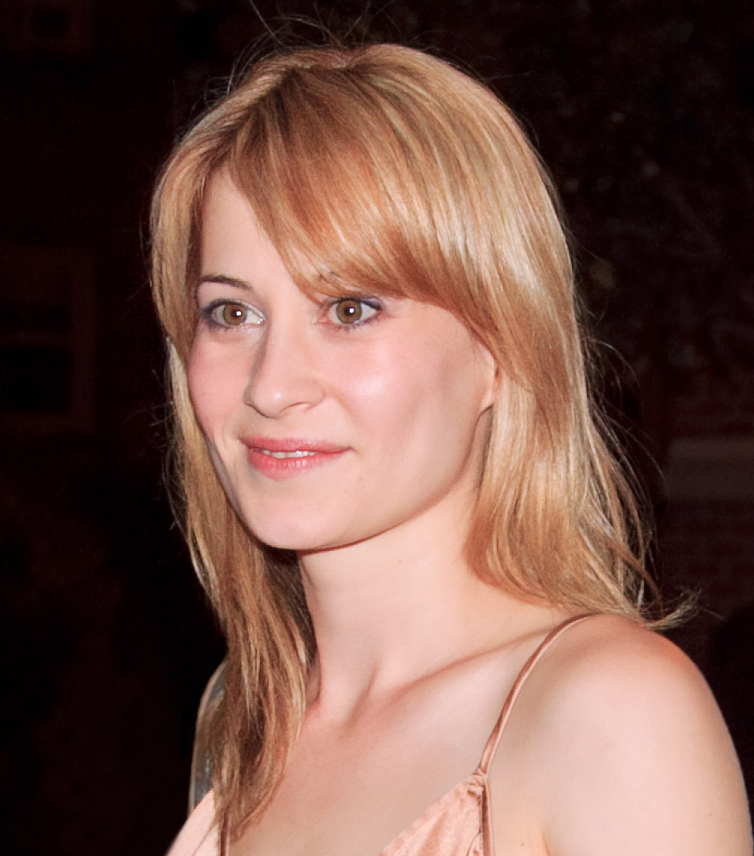
Camille Sullivan auf dem Toronto International Film Festival 2011

Camille Sullivan (* 6. Juli 1975 in Toronto, Ontario) ist eine kanadische Schauspielerin.

## Leben und Karriere
Camille Sullivan besuchte eine Kunsthochschule in Toronto mit dem Hauptfach Bildende Kunst. Später studierte sie Schauspiel an der University of British Columbia.
Sullivan hatte Rollen in Fernsehserien wie zum Beispiel Dark Angel, X-Factor: Das Unfassbare, Battlestar Galactica oder The L Word – Wenn Frauen Frauen lieben. 2004 spielte sie neben Ashton Kutcher und Amy Smart im Science-Fiction-Thriller Butterfly Effect die Rolle der Cricket. 2007 spielte sie neben Carrie-Anne Moss und Lauren Lee Smith in dem Filmdrama Normal die Rolle der Elise. 

## Filmografie (Auswahl)
- 1998: Dead Man's Gun (Fernsehserie)
- 1998: First Wave – Die Prophezeiung (First Wave, Fernsehserie)
- 1999: Beggars and Choosers (Fernsehserie)
- 2000: A Good Burn
- 2000: Dumm gelaufen – Kidnapping für Anfänger (Screwed)
- 2000: Fionas Website (So Weird)
- 2000: Immortal – Der Unsterbliche (Immortal, Fernsehserie)
- 2000–2001: Big Sound (Fernsehserie)
- 2000–2001: X-Factor: Das Unfassbare (Fernsehserie)
- 2001: Room
- 2001: Strange Frequency (Fernsehserie)
- 2001: Dark Angel (Fernsehserie)
- 2001–2005: Da Vinci’s Inquest (Fernsehserie)
- 2002: Taken (Miniserie)
- 2003: Strange Frequency 2 (Fernsehfilm)
- 2003: A Problem with Fear
- 2004: Butterfly Effect
- 2004: Cold Squad (Fernsehserie)
- 2004–2005: The L Word – Wenn Frauen Frauen lieben (The L Word, Fernsehserie)
- 2005: Battlestar Galactica (Fernsehserie)
- 2005: Reunion
- 2005: Intelligence Welcome Home
- 2005: Terminal City (Fernsehserie)
- 2006: 49th and Main (Fernsehserie)
- 2006: Der dunkle Sturm (Dark Storm, Fernsehfilm)
- 2006: Cries in the Dark (Fernsehfilm)
- 2006: Mount Pleasant
- 2006–2007: Intelligence (Fernsehserie)
- 2007: Conspiracy (Fernsehserie)
- 2007: Normal
- 2008: Sea Beast – Das Ungeheuer aus der Tiefe (Sea Beast, Fernsehfilm)
- 2008: Mothers&Daughters
- 2009: Mistresses (Fernsehfilm)
- 2009: Ice Twisters (Fernsehfilm)
- 2010: The Traveler
- 2010: Der Dämon – Im Bann des Goblin (Goblin) (Fernsehfilm)
- 2010: Stargate Universe (Fernsehserie)
- 2010–2011: Shattered (Fernsehserie)
- 2011: Fairly Legal (Fernsehserie)
- 2011: Hellcats (Fernsehserie)
- 2011: The Killing (Fernsehserie)
- 2011: Rookie Blue (Fernsehserie)
- 2011: Combat Hospital (Fernsehserie)
- 2011: The Secret Circle (Fernsehserie)
- 2011: Flashpoint – Das Spezialkommando (Flashpoint, Fernsehserie)
- 2013: The Marine 3 – Homefront
- 2013: Ice Soldiers
- 2013: Motive (Fernsehserie)
- 2013: Played (Fernsehserie)
- 2015: Ally Was Screaming
- 2015: The Starlight Heist (Kurzfilm)
- 2015: The Orchard (Kurzfilm)
- 2015: Welcome Home (Fernsehfilm)
- 2015: My One Christmas Wish (Fernsehfilm)
- 2015: The Birdwatcher
- 2015–2016: The Man in the High Castle (Fernsehserie)
- 2016: Victory Square (Kurzfilm)
- 2016: Dead Rising: Endgame
- 2016: The Unseen
- 2016: Death Al Dente – A Gourmet Detective Mystery (Fernsehfilm)
- 2016: Who Killed JonBenét? (Fernsehfilm)
- 2017: The Disappearance (Fernsehserie)
- 2018: Kingsway
- 2019: A Dog's Way Home
- 2019: Daughter
- 2019: Romi (Kurzfilm)
- 2019: Unspeakable (Fernsehserie)
- 2020: Hunter Hunter
- 2020: Helstrom (Fernsehserie)
- 2020: Supergirl (Fernsehserie)
- 2020–2021: Big Sky (Fernsehserie)
- 2021: Harland Manor
- 2022: Rettungshund Ruby (Rescued by Ruby)
- seit 2022: Shoresy (Fernsehserie)
- 2023: Exile
- 2023: She Talks to Strangers
- 2024: Confessions of a Cam Girl
- 2024: The Island Between Tides
- 2024: Are We Done Now?